# محمد رشید قبانی
محمد رشید قبانی (زادهٔ ۱۵ سپتامبر ۱۹۴۲ در بیروت) مفتی عام (مفتی اعظم) لبنان و نامدارترین روحانی نزد مسلمانان سنی در آن کشور است. او در سال ۱۹۹۶ جانشین حسن خالد، مفتی عام پیشین، شد.
تحصیلاتش در مقطع دبیرستان را در سال ۱۹۶۲ در معهد ازهر لبنان به پایان رساند. مدرک لیسانسش را در سال ۱۹۶۶ در رشتهٔ شریعت و قانون از دانشگاه الازهر قاهره اخذ کرد. مدارک فوق لیسانس و دکترایش را نیز به ترتیب در سال‌های ۱۹۶۸ و ۱۹۷۶ در فقه مقارن (فقه تطبیقی) از همان دانشگاه الازهر گرفت. او در کشاکش نبرد اسرائیل و غزه در رمضان سال ۲۰۱۴ علیه اسرائیل فتوای جهاد صادر کرد.